# Flahooley (Original Broadway Cast Recording)
Flahooley (Original Broadway Cast Recording) es la grabación del elenco original de Broadway del musical Flahooley de 1951 que fue lanzada el 30 de junio de 1951 por Capitol Records.

## Antecedentes
La disquera preparó al álbum como una secuela de Voice of the Xtabay con una inversión de cientos de miles de dólares actuales por adelantado para la producción del disco. De los 200 mil dólares actuales que fueron dados por la discográfica al musical, 100 mil fueron dirigidos al álbum. El sello declaró a Billboard que gracias al éxito comercial de Voice of the Xtabay de Yma Súmac es que se planificó hacer este disco.
El 16 de junio de 1951 se cerró Flahooley con 40 presentaciones en Broadway debido a la falta de taquilla, lo que dejó en suspenso a Capitol para lanzar el álbum. Se esperó cancelar el disco, pero terminó lanzándose tras las ventas de Voice of the Xtabay. El álbum fue grabado en Nueva York en sólo un día mediante 3 sesiones con la supervisión de Alan Livingstone en la grabación, y Frances Scotty con Dave Cavanaugh en el coro.

## Información del álbum
Las canciones fueron escritas por Yip Harburg, compuestas por Sammy Fain y 3 de ellas estuvieron arregladas por Moisés Vivanco.

## Crítica
Sammy Fain ha llegado con algunas melodías agradables. Tales elementos como Here's To Your Illusions, Who Says There's No Santa Claus y Your World Is Your Balloon deberían hacer una apuesta firme por la popularidad, y Flahooley, He's Only Wonderful y Happy Hunting tienen pegadizas melodías. Las letras de Harburg son serviciables. (...) – Billboard, 26 de mayo de 1951

## Recepción comercial
El 27 de junio de 1951, el álbum se posicionó durante una semana en el tercer lugar de los discos más vendidos en Filadelfia, Estados Unidos. El 6 de octubre de 1951 se lanzó el sencillo «Birds», interpretado por Yma Súmac, su lanzamiento fue una propuesta de Capitol para recuperar lo perdido en el musical Flahooley, ya que 106 mil dólares actuales fueron puestos para la producción de Flahooley (Original Broadway Cast Recording), cuyas ventas beneficiaron relativamente lo invertido.

## Posicionamiento en listas
| Lista (1951)                                                  | Mejor posición |
| ------------------------------------------------------------- | -------------- |
| Estados Unidos, Filadelfia (Best Selling Pops by Territories) | 3              |